# Shooting Star (EP)
Shooting Star là đĩa mở rộng thứ hai của nam ca sĩ người Mỹ Owl City. EP được phát hành chính thức trên iTunes và các cửa hàng trực tuyến khác vào 15 tháng 5 năm 2012, bởi hãng đĩa Universal Republic. Đĩa mở rộng này bao gồm bốn ca khúc mới sẽ xuất hiện trong album phòng thu sắp phát hành của anh, The Midsummer Station. Trong EP còn có sự góp giọng của giọng ca chính ban nhạc Blink-182, Mark Hoppus, trong ca khúc "Dementia".

## Danh sách ca khúc
Danh sách ca khúc được lấy từ Amazon.com
| STT              | Nhan đề                              | Sáng tác         | Thời lượng |
| ---------------- | ------------------------------------ | ---------------- | ---------- |
| 1.               | "Shooting Star"                      | Adam Young       | 4:07       |
| 2.               | "Gold"                               |                  | 3:56       |
| 3.               | "Dementia" (hợp tác với Mark Hoppus) | Young            | 3:31       |
| 4.               | "Take It All Away"                   | Young            | 3:30       |
| Tổng thời lượng: | Tổng thời lượng:                     | Tổng thời lượng: | 15:06      |

## Đội ngũ sản xuất
Owl City
- Adam Young – hát chính, keyboard, guitar, trống, sản xuất, thiết kế, hòa âm

Thực hiện
- Góp giọng – Mark Hoppus
- Soạn nhạc – Nate Campany, Josh Crosby, Mikkel S. Eriksen, A.P. Grigg, Tor Erik Hermansen, Dan Omelio, Matthew Thiessen, Emily Wright

## Xếp hạng
| Bảng xếp hạng (2012)        | Vị trí cao nhất |
| --------------------------- | --------------- |
| Mỹ Billboard 200            | 49              |
| Mỹ Billboard Digital Albums | 12              |